# Megastigmus wachtli
Megastigmus wachtli är en stekelart som beskrevs av Seitner 1916. Megastigmus wachtli ingår i släktet Megastigmus och familjen gallglanssteklar.
Artens utbredningsområde är:
- Albanien.
- Algeriet.
- Frankrike.
- Grekland.
- Italien.
- Marocko.
- Portugal.
- Malta.
- Tunisien.
- Turkiet.
- Kroatien.
- Slovenien.

Inga underarter finns listade i Catalogue of Life.